# Тропініни
Тропініни — радянський двосерійний художній телефільм 1981 року, знятий Головною редакцією літературно-драматичних програм Держтелерадіо СРСР.

## Сюжет
Головний герой — полковник Олексій Тропінін, який очолює районний військкомат невеликого міста. У його руках патріотичне виховання майбутніх воїнів. Він веде роботу з тими, хто вже відслужив в армії, піклується про ветеранів. І вони довірливо йдуть до нього зі своїми турботами, проханнями. Може бути ще й тому, що обрана Тропініним професія — справа глибоко особиста: на війні загинув батько, пам'ять про якого свято шанують в сім'ї. Одного разу в кабінеті комісара з'явився чоловік, який назвався фронтовим другом загиблого Дмитра Павловича. Багато що змінилося в родині Тропініна після цієї зустрічі…

## У ролях
- Олександр Парра — Олексій Дмитрович Тропінін, районний військовий комісар, полковник
- Елеонора Шашкова — Олена Василівна
- Марія Пастухова — Марія Кирилівна, мати Олексія Тропініна
- Олександр Михайлов — Митя
- Михайло Глузський — Дмитро Павлович, батько Олексія Тропініна
- Олена Ізмайлова — Маргарита Прокопівна
- Світлана Тормахова — Галя
- Олександр Граве — Ілля Григорович Гладишев
- Юрій Катін-Ярцев — Микола Васильович Махрюта
- Володимир Корецький — Михайло Іванович Новиков, майор
- Тетяна Аксюта — Люся
- Анатолій Борисов — Геннадій Матвійович, директор школи
- Наталія Швець — Надя
- Олексій Яковлєв — Сергій, секретар комітету комсомолу
- Павло Русланов — Юра Седліков
- Михайло Дадико — дядько Льоша
- Ніна Нехлопоченко — Ольга Платонівна, доктор
- Олена Покровська — епізод
- Світлана Радченко — вчителька
- Марина Юрбургська — Курочкіна
- Інна Кара-Моско — Надюша
- Ірина Гошева — Анна Федорівна
- Олександра Назарова — Світлана Сергіївна, мати Люсі
- Григорій Абрикосов — Борис Петрович, батько Люсі
- Анатолій Меньщиков — шофер воєнкома
- Георгій Всеволодов — ветеран на призовний комісії
- Євген Бикадоров — ветеран
- Якоб Ромбро — ветеран на похоронах
- Іван Каширін — ветеран в приймальні
- Леонід Недович — ветеран в приймальні
- Олександр Бордуков — Юрій Петрович
- Олександр Шаврін — Сергій Ніколаєнко
- Вадим Русланов — Геннадій Сергачов
- Сергій Кантур — ветеран
- Юрій Лауфер — ветеран
- Олексій Котрельов — ветеран
- Наталія Миронова — епізод
- Ігор Штернберг — епізод
- Юрій Коміссаров — епізод
- Федір Савостьянов — ветеран в приймальні воєнкома

## Знімальна група
- Режисер — Сергій Євлахішвілі
- Сценаристи — Йосип Ольшанський, Віктор Ольшанський
- Оператор — Юрій Ісаков
- Композитор — Веніамін Баснер
- Художники — Валерія Ямковськая, Лариса Мурашко